# Ligier JS4/6/8
Voiturettes Ligier :
- JS4, à moteur Motobécane deux temps 49,9 cm3 de 3,03 ch refroidi par air, déclinée en versions JS4L et JS4GL (quatre optiques ronds) ;
- JS6, à moteur Derbi deux temps 49,9 cm3 de 5,01 ch refroidi par eau, déclinée en versions JS6, JS6L et JS6GL, ou moteur Diesel déclinée en versions JS6D, JS6D confort luxe et JS6GLD (deux optiques rectangulaires) ;
- JS8, à moteur de marque BCB deux temps 125 cm3 de 7,5 ch refroidi par air, déclinée en versions JS8L et JS8F, ou moteur Diesel JS8D  (deux optiques rectangulaires).